# Joseph Harry Johnson
Joseph Harry Johnson ( 28 de febrero de 1894 - 1987 fue un botánico y explorador estadounidense.
Fue un destacado especialista en Cactaceae[http://asaweb.huh.harvard.edu:8080/databases/botanists?id=107004 (enlace roto disponible en Internet Archive; véase el historial, la primera versión y la última).], con énfasis en las flora de Centroamérica.
Publicaba habitualmente en: Cact. Succ. J. (Los Ángeles), Cact. & Succ. Journ. Amer.
De 1951 a 1953 fue Pte. de la Cactus & Succulent Society of America. Archivado el 9 de marzo de 2016 en Wayback Machine.
- La abreviatura «H.Johnson» se emplea para indicar a Joseph Harry Johnson como autoridad en la descripción y clasificación científica de los vegetales.[1]